# 蓋拉克斯 (維吉尼亞州)

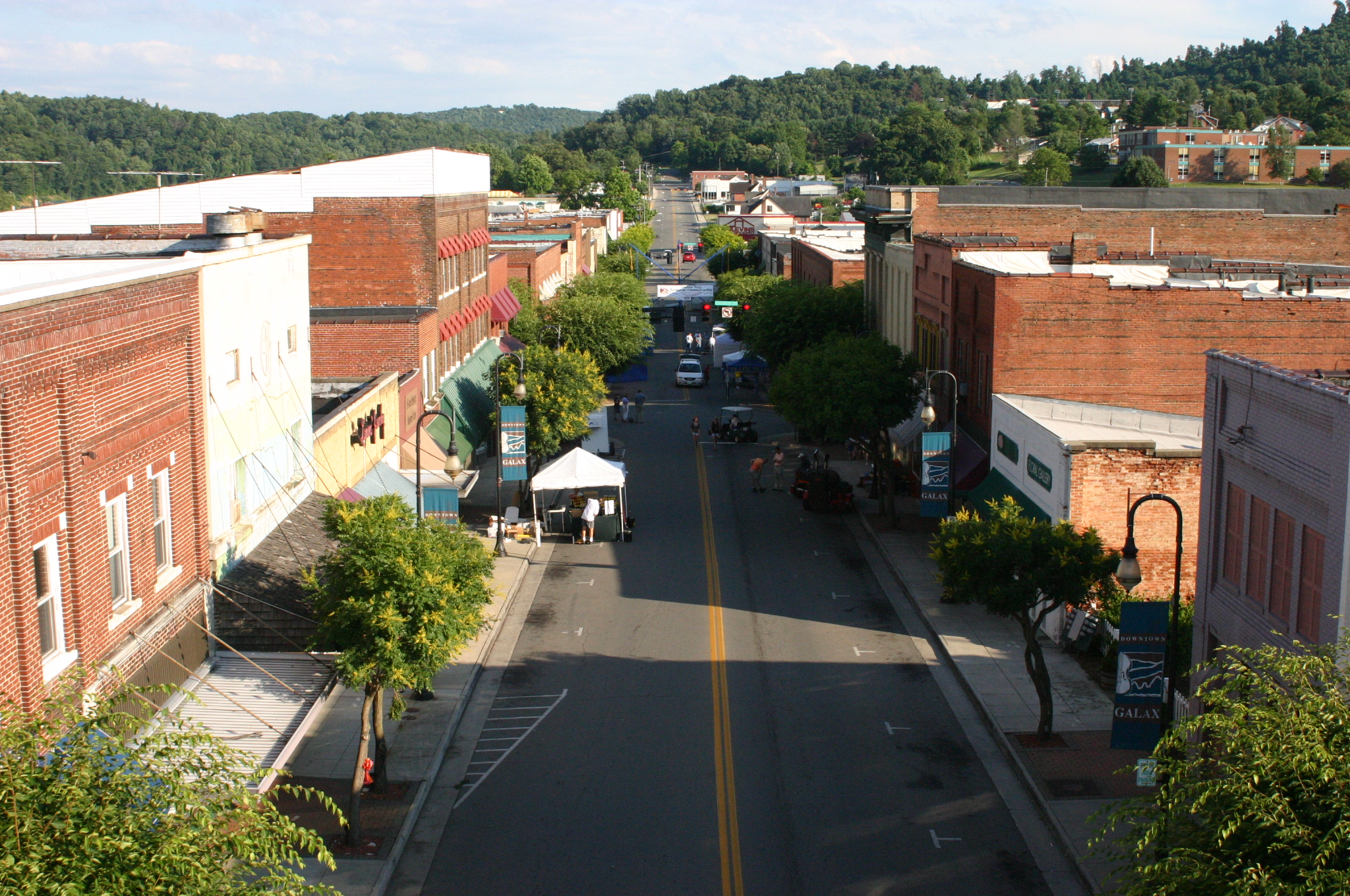
蓋拉克斯

蓋拉克斯（英語：Galax）是美國維吉尼亞州西南部的一個獨立城市。面積21.3平方公里。根據美國2000年人口普查，共有人口6,837人。
蓋拉克斯成立於1961年12月21日。城名來自當地印第安人的裝飾用的一種常綠樹。